# 彰化南瑤宮十媽會
彰化南瑤宮十媽會是彰化縣彰化市主祀天上聖母的廟宇彰化南瑤宮，自清嘉慶年間發展而來的信徒組織，一共由十個媽祖會（又稱「媽會」、「會媽會」）組成，分別為老大媽會、新大媽會、老二媽會、興二媽會、聖三媽會、新三媽會、老四媽會、聖四媽會、老五媽會、老六媽會。組織範圍橫跨台中市、彰化縣、南投縣等縣市，為臺灣最具規模的神明會組織之一。

## 歷史
彰化南瑤宮的香火自古笨港天后宮分靈而來，清領時期就有徒步往笨港進香的傳統，其隨香人數眾多，清嘉慶年間有信眾就開始自發組成「輿前會」，逐漸演變為南瑤宮十媽會。至今南瑤宮笨港進香也以媽會分組輪值辦理，分別為大媽四、二媽五、三媽六三組，每組三年輪值一次。而十個媽祖會都有自己的信仰區域，會因地區、族群、加入時間等因素劃分為一個個「大角」，而每個角頭又會再劃分為「小角」。每個媽祖會的組織型態會有所不同，大部分都以董事會選舉、推舉等方式選出一位大總理作為媽祖會的代表，如果信眾欲指定分靈南瑤宮特定媽會的媽祖也都需要大總理的同意。

## 老大媽會

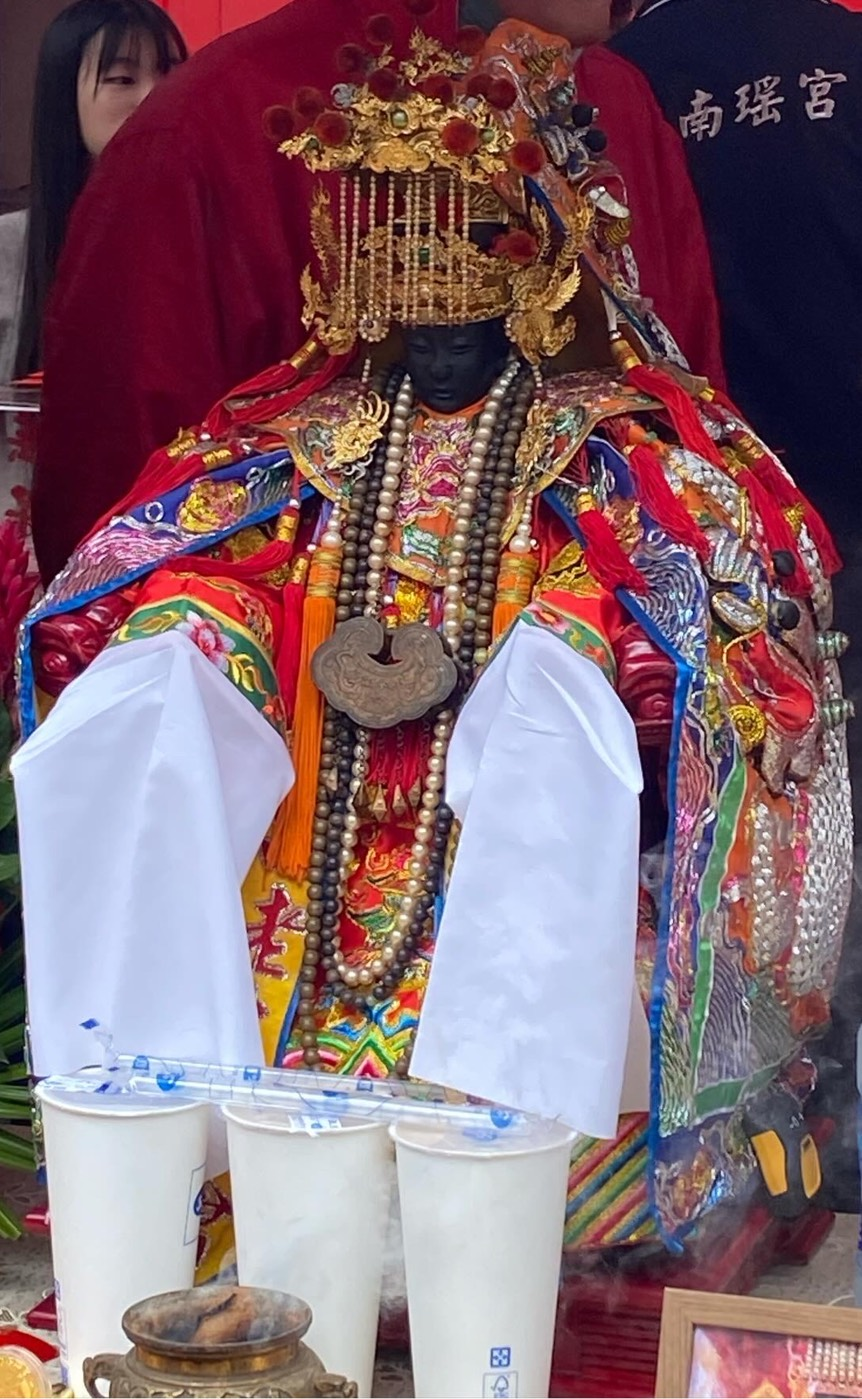
南瑤宮老大媽

### 沿革
清嘉慶19年(1814年)，南瑤宮前往笨港進香的香路上，由戴悅等同行的42人每人共籌一銀元作為媽祖祝壽資金，並於同年的媽祖聖誕日當天，創立「金和安聖母會」，又稱老大媽會，推舉戴悅為第一任總理，亦是南瑤宮創立的第一個媽祖會。創立之初分為十二個大角，1963年，秀水鄉的三個大角退出，演變為九大角至今。  

### 分布範圍
南瑤宮老大媽會角頭大致分布於彰化縣彰化市、花壇鄉；臺中市烏日區、南屯區、大肚區等地。

### 梨春園
彰化市四大北管曲館之一的梨春園為南瑤宮老大媽會的駕前曲館，每逢老大媽出巡時會在鑾駕前方為媽祖奏樂。西元2022年，南瑤宮老大媽會與彰化樂團農村武裝青年合作，發行了老大媽會代表歌曲《慈悲的目睭》，其中便有融入梨春園的北管樂曲演奏。

## 新大媽會

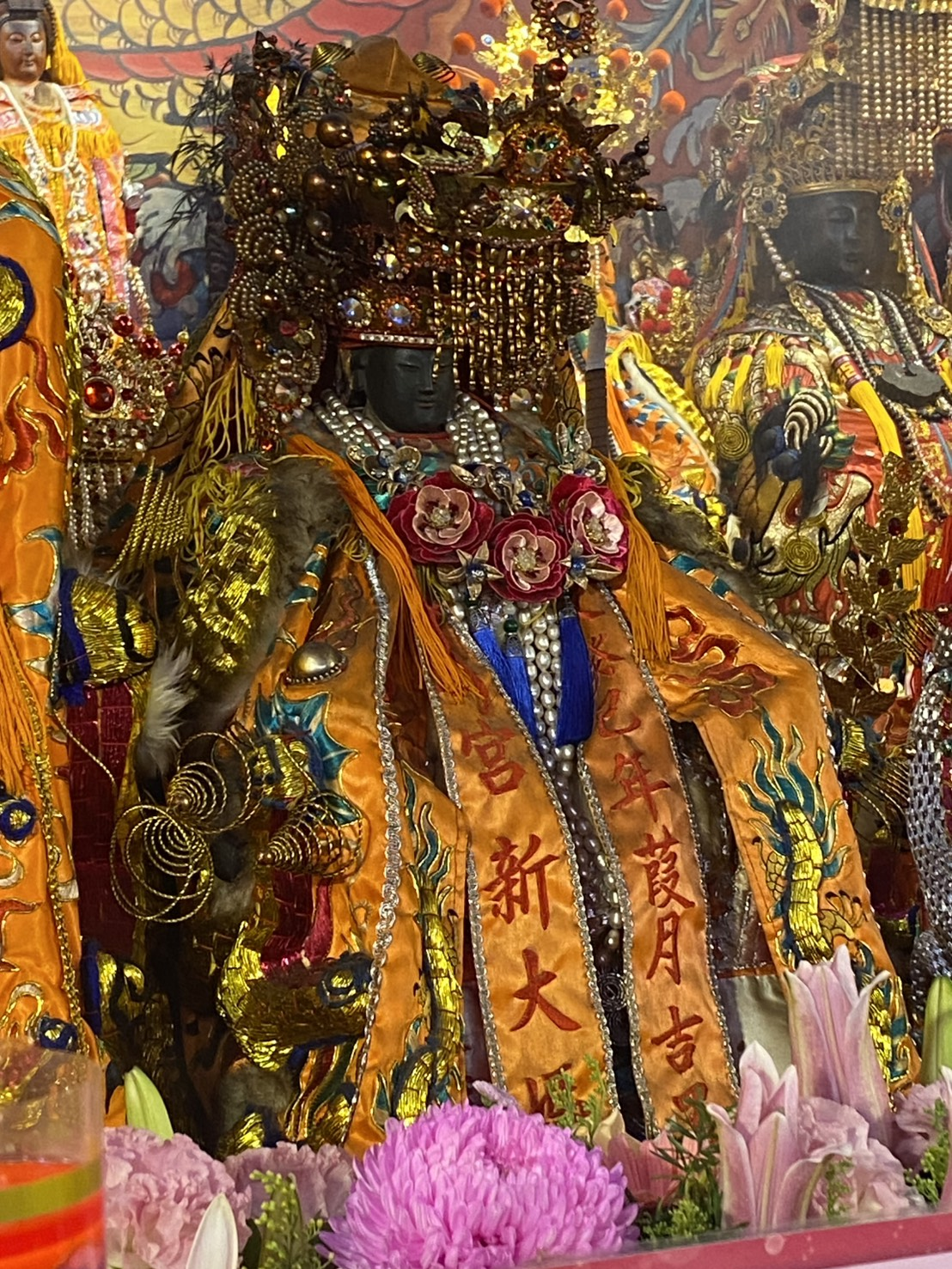
南瑤宮新大媽

### 沿革
南瑤宮新大媽會創立歷史與年代大致有兩種版本，其一為清嘉慶二十五年(1820年)，南瑤宮重修之時因為資金不足等問題遭到停擺，而彰化石姓望族石丹即時慷慨解囊，南瑤宮原本欲任命石丹為進香大總理以示感謝，但石丹婉拒這份好意，因此南瑤宮便將管理香擔的工作交給石姓並贈與一尊媽祖，成立新大媽會。清光緒十四年(1888年)，時任台灣巡撫劉銘傳為了土地丈量，派任專員李嘉棠進行工作，因其丈量不公而爆發鹿港士紳為首的民變施九緞事件，由於施九緞本身為神明會組織成員，事件平定後清朝政府屢次打壓神明會，新大媽會於是改制為奉祀虎爺的虎仔爺會，日治時期由於虎仔爺會的組織名稱讓日本政府誤以為是漢人的反抗組織，於是虎仔爺會再次改制回新大媽會至今。
另一說法則為每逢南瑤宮笨港進香回鑾經過枋橋頭時，會有許多有心人士前來搶香擔爆發衝突，南瑤宮於是組織奉祀虎爺的虎仔爺會(聖將軍會)負責維護香擔的工作，直到日治時期，虎仔爺會的名稱常讓日本政府認為是黑道幫派組織屢遭查緝，於是南瑤宮便將一尊日治時期尚未有名號的媽祖贈與虎仔爺會，稱其為新大媽至今，由於新大媽會維護香擔的任務，是南瑤宮十媽會中唯一不參與輪值主辦進香的媽祖會。  

### 分布範圍
南瑤宮新大媽會信仰範圍大致分布於彰化縣彰化市、秀水鄉、和美鎮；臺中市龍井區、北屯區；南投縣埔里鎮、竹山鎮等地。

## 老二媽會

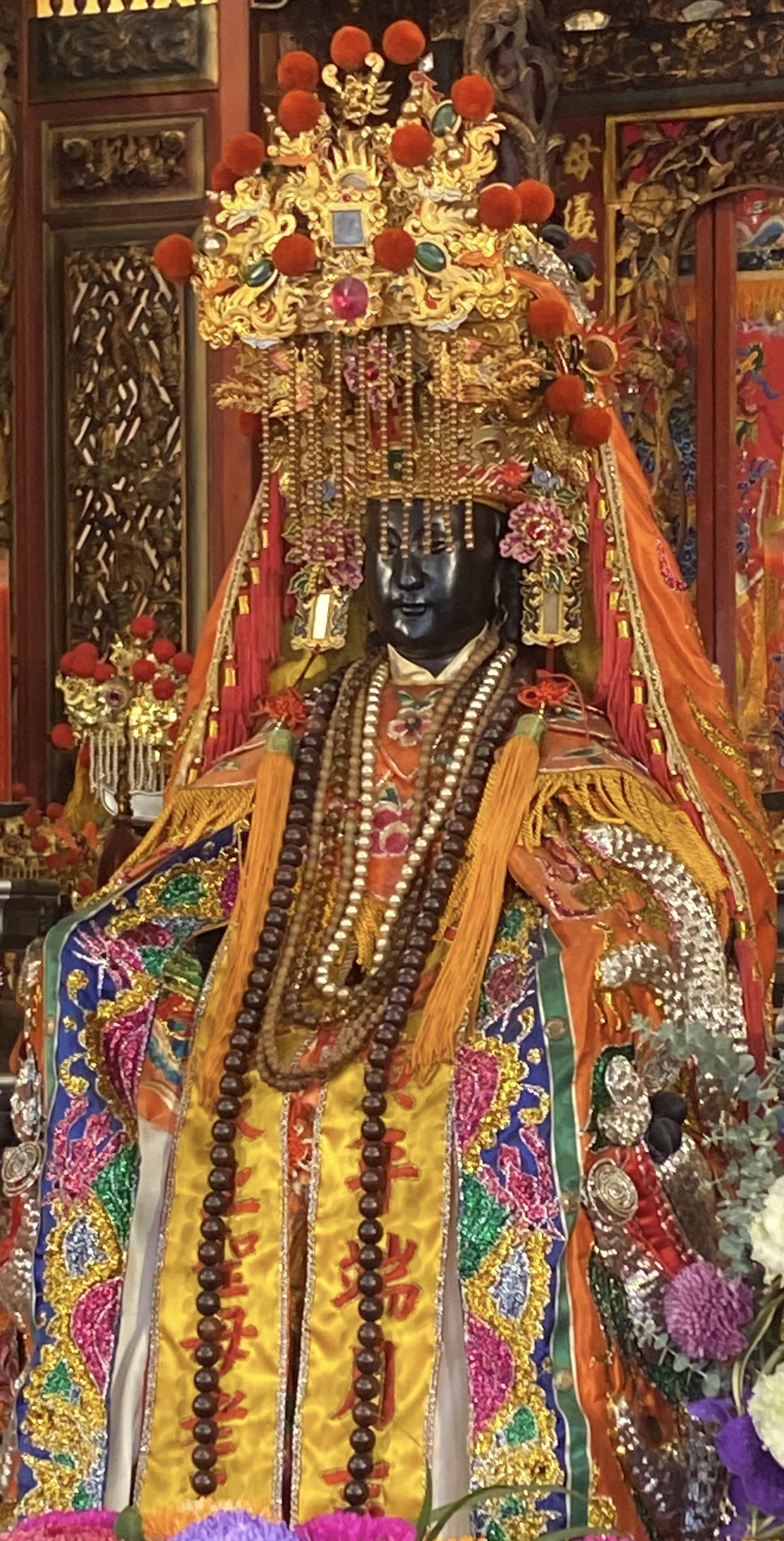
南瑤宮老二媽

### 沿革
清道光年間，由臺中某位林姓秀才發起創建，於日治大正、昭和時期南瑤宮改建重修之時，對廟宇的工程有重大的貢獻。日治大正6年，臺中萬春宮邀請彰化南瑤宮、鹿港天后宮、梧棲朝元宮、旱溪樂成宮、北港朝天宮、新港奉天宮等六間廟宇在萬春宮舉行祭典，史稱「七媽會」，在當時頗為轟動，而南瑤宮老二媽會總理林榮洲便是發起人之一。  

### 分布範圍
南瑤宮老二媽會角頭大致分布於臺中市南屯區、太平區；彰化縣彰化市、員林市；南投縣南投市、草屯鎮等地。

## 興二媽會

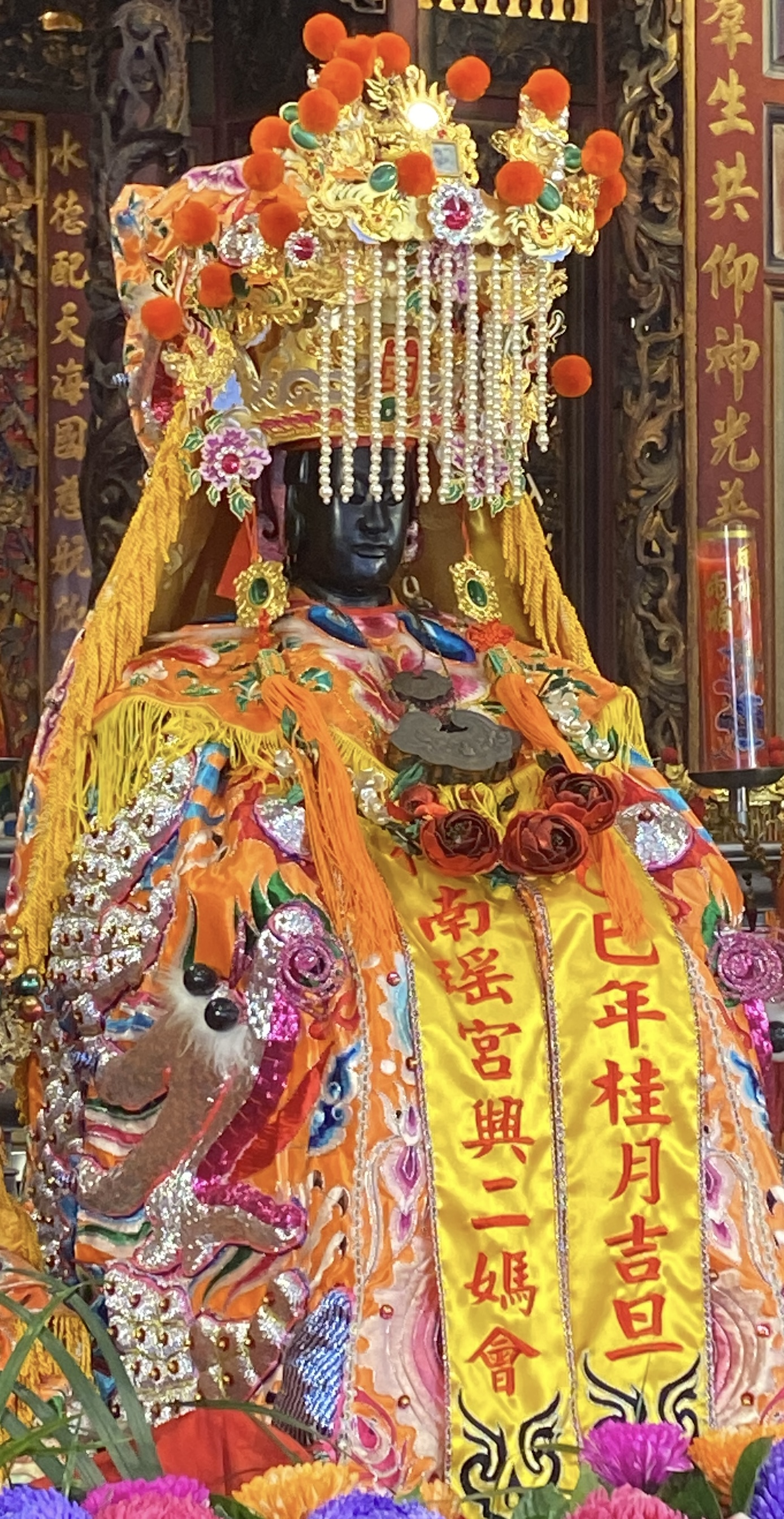
南瑤宮興二媽

### 沿革
南瑤宮興二媽會創立時間並無詳細記載，已知早於清同治年間創立於今日臺中市神岡區，早年由於南瑤宮信仰圈廣大，信徒屢屢因為請神尊而起衝突，與南屯萬和宮關係密切的臺中望族「西屯廖家」便雕塑興二媽金身供信眾恭請並組織媽祖會緩解爭端。  

### 分布範圍
南瑤宮興二媽會角頭分布於臺中市西區、西屯區、南屯區、大肚區、烏日區、神岡區等地。

## 聖三媽會

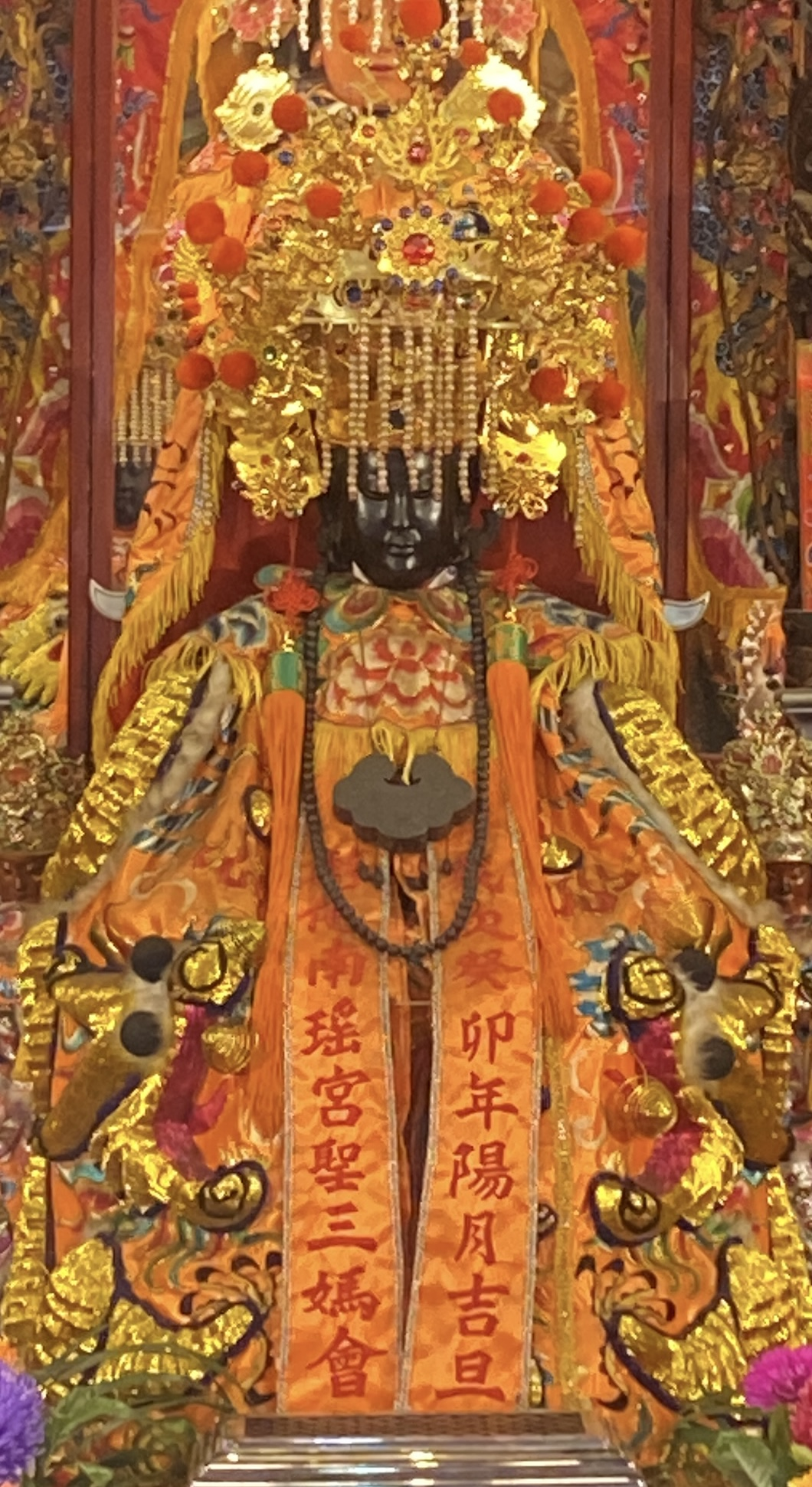
南瑤宮聖三媽

### 沿革
南瑤宮聖三媽會創立年代無詳細文獻記載，已知早於清同治年間  ，西元2017年，適逢七媽會一百週年，臺中市政府再度舉行七媽會紀念活動。南瑤宮則派出聖三媽參與遶境，從南瑤宮出發後，聖三媽自彰化火車站乘坐火車至烏日火車站才上轎，以此紀念1917年七媽會的交通方式，也是七媽會中唯一重現「媽祖坐火車」場景的廟宇。

### 分布範圍
南瑤宮聖三媽會角頭大致分布於彰化縣彰化市、芬園鄉；臺中市霧峰區、神岡區、烏日區、大雅區等地。

## 新三媽會

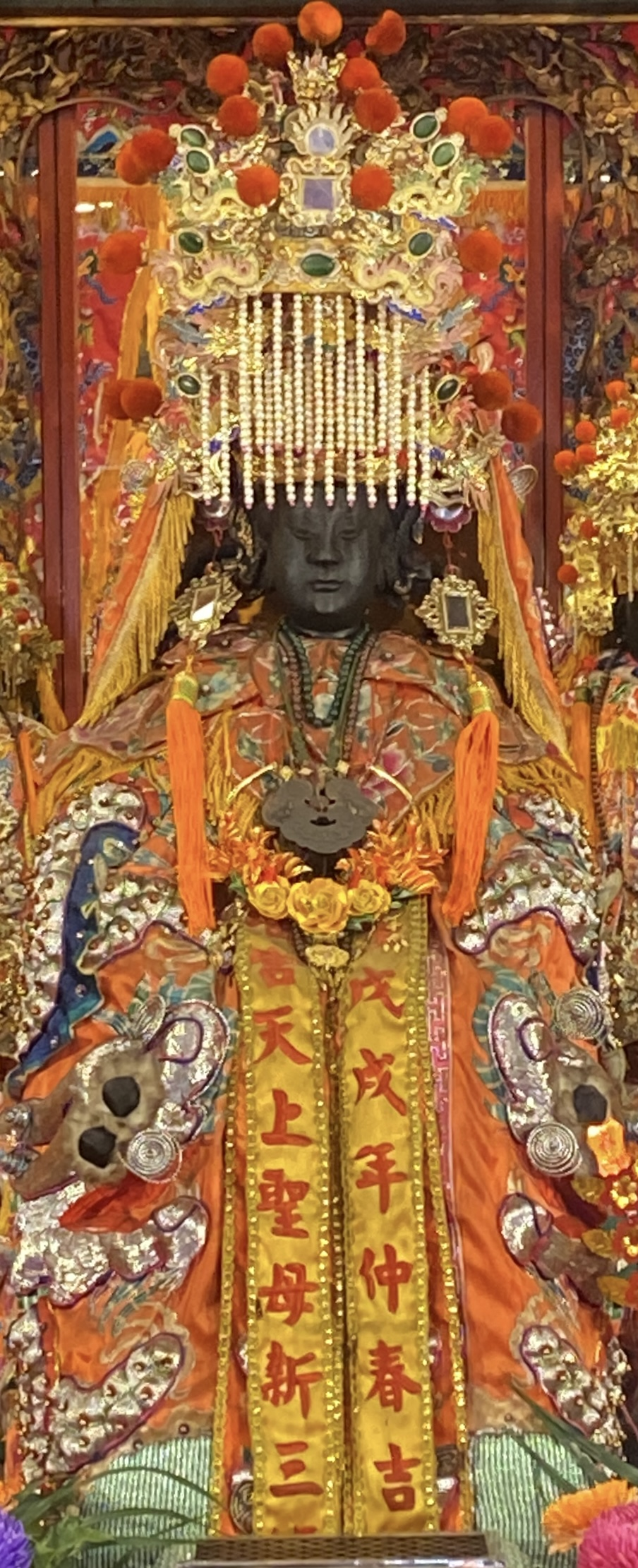
南瑤宮新三媽

### 沿革
南瑤宮新三媽會創立時間並無詳細的記載，已知早於清光緒年間  ，而其組織型態為相當特殊的「招庄頭」，意即加入媽祖會的角頭地區居民，無需經過其他入會程序即是媽祖會的一員，享有會員具有的權利義務。

### 分布範圍
南瑤宮新三媽會分布範圍大致為彰化縣彰化市等地。

## 老四媽會

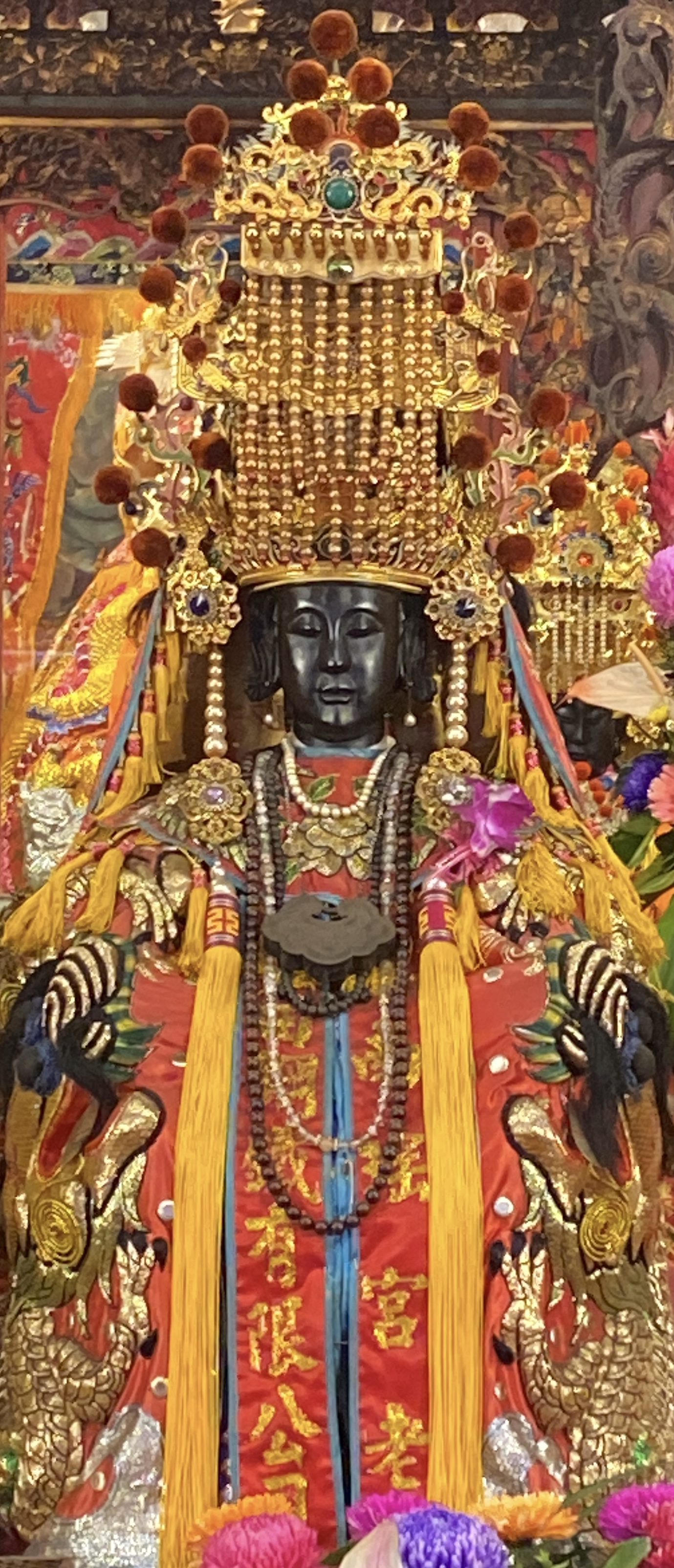
南瑤宮老四媽

### 沿革
南瑤宮老四媽會創立於清光緒九年(1883年)，創立之時原稱「四媽會」，亦有一說為明治三十二年由當時的台中縣大肚下堡漳州移民同鄉會為了會員的福利與安全所創建，聖四媽會創建之後為了區別才將名稱改為老四媽會，信仰區域共劃分為十二大角，是現今南瑤宮媽祖會分布範圍最廣、組織人數最多的媽祖會之一。  

### 分布範圍
南瑤宮老四媽會角頭分布範圍大致為彰化縣永靖鄉、社頭鄉、埔心鄉、溪湖鎮、埤頭鄉、田尾鄉、大村鄉、花壇鄉、員林市；臺中市龍井區、北屯區、豐原區、大雅區、潭子區、西屯區、大肚區等地。

## 聖四媽會

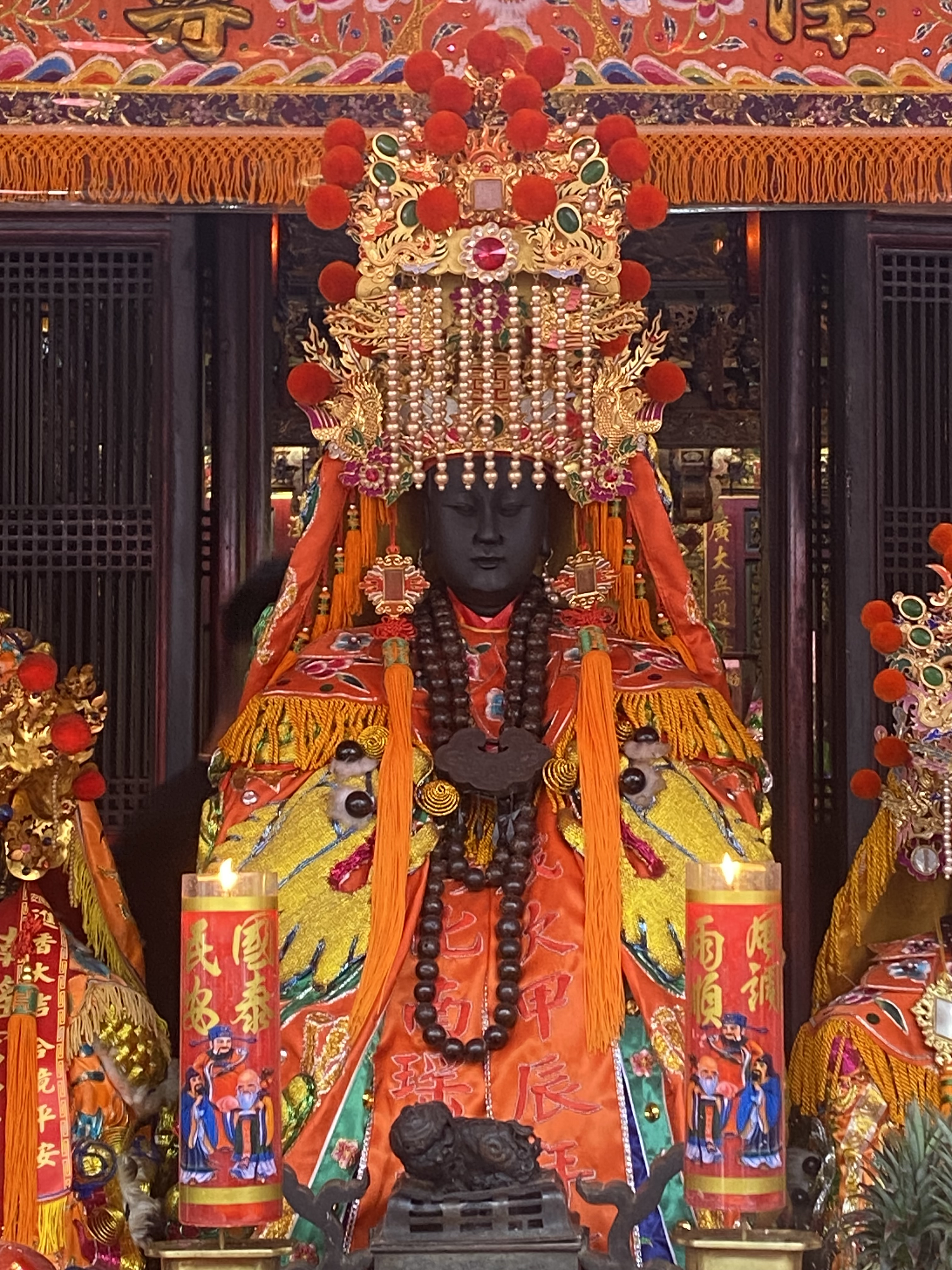
南瑤宮聖四媽

### 沿革
南瑤宮聖四媽會創立於清光緒九年(1883年)，原本聖四媽分靈奉祀於彰化縣永靖鄉、埔心鄉等地的「土角厝」民宅，因其結構不穩時常有倒塌事故發生，日治時期由第一任總理黃耀南發起建廟，由於日本政府對於興建廟宇的管理甚為嚴格，當地居民便以修建「忠義廟」的名義通過申請，此廟宇變發展為後來的埔心五湖宮 ，亦是聖四媽會的公廟。而聖四媽會與新三媽會同樣採用「招庄頭」的方式給予居民會員資格。  

### 分布範圍
南瑤宮聖四媽會角頭分布範圍大致為彰化縣埔心鄉、永靖鄉、田尾鄉等地。

## 老五媽會

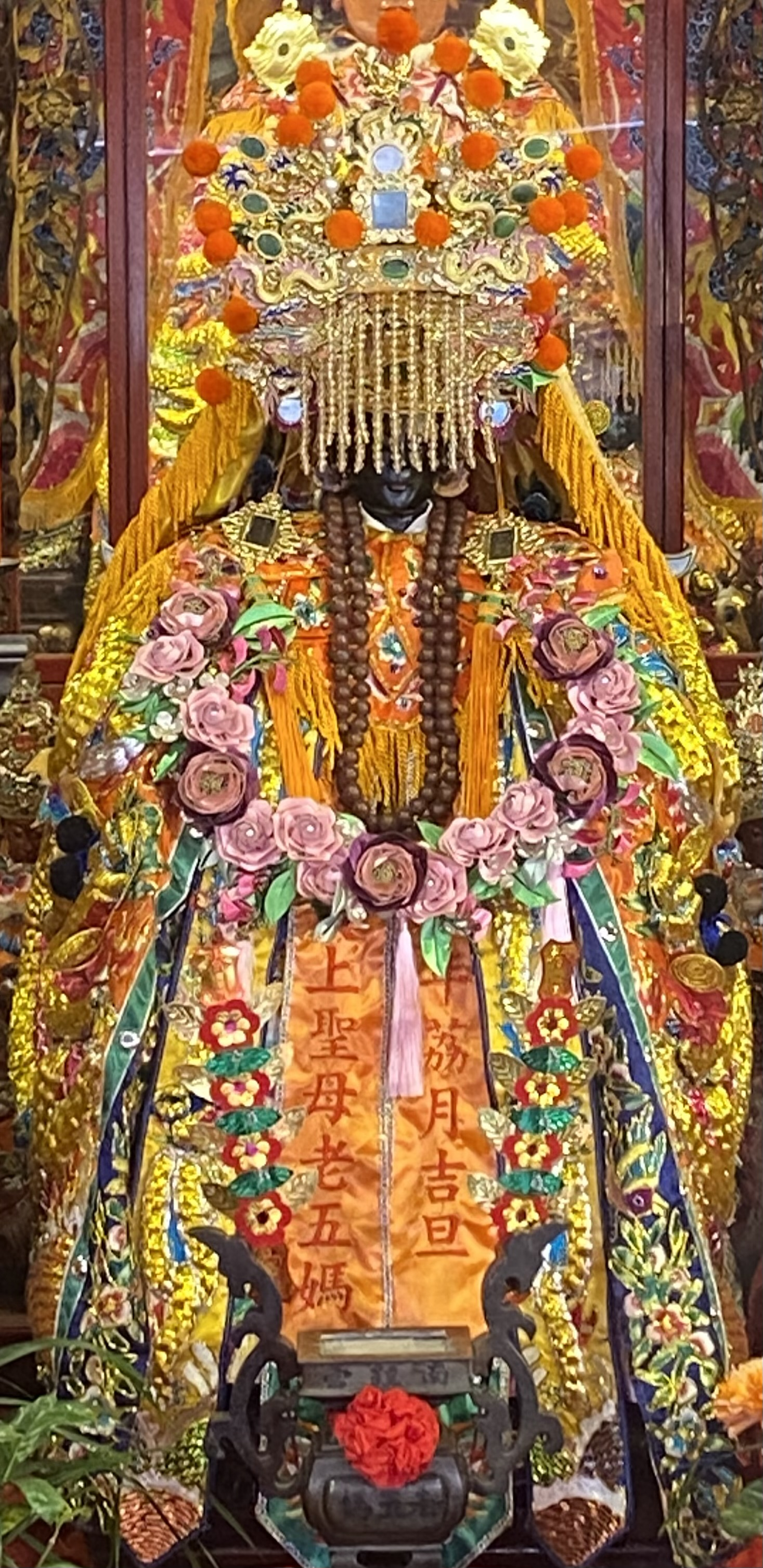
南瑤宮老五媽

### 沿革
南瑤宮老五媽會確切創立年代並無詳細記載，已知早於清光緒五年(1879年)   ，其中對於清領、日治時期臺灣中部地區有重大影響的五大家族之一霧峰林家便是老五媽會會員，其家長林文明亦擔任過南瑤宮笨港進香大總理。

### 分布範圍
南瑤宮老五媽會角頭分布範圍大致為彰化縣彰化市、大村鄉、秀水鄉、埔心鄉、和美鎮；臺中市東區、西區、南區、北區、霧峰區、大里區、烏日區、潭子區、北屯區、南屯區等地。

## 老六媽會

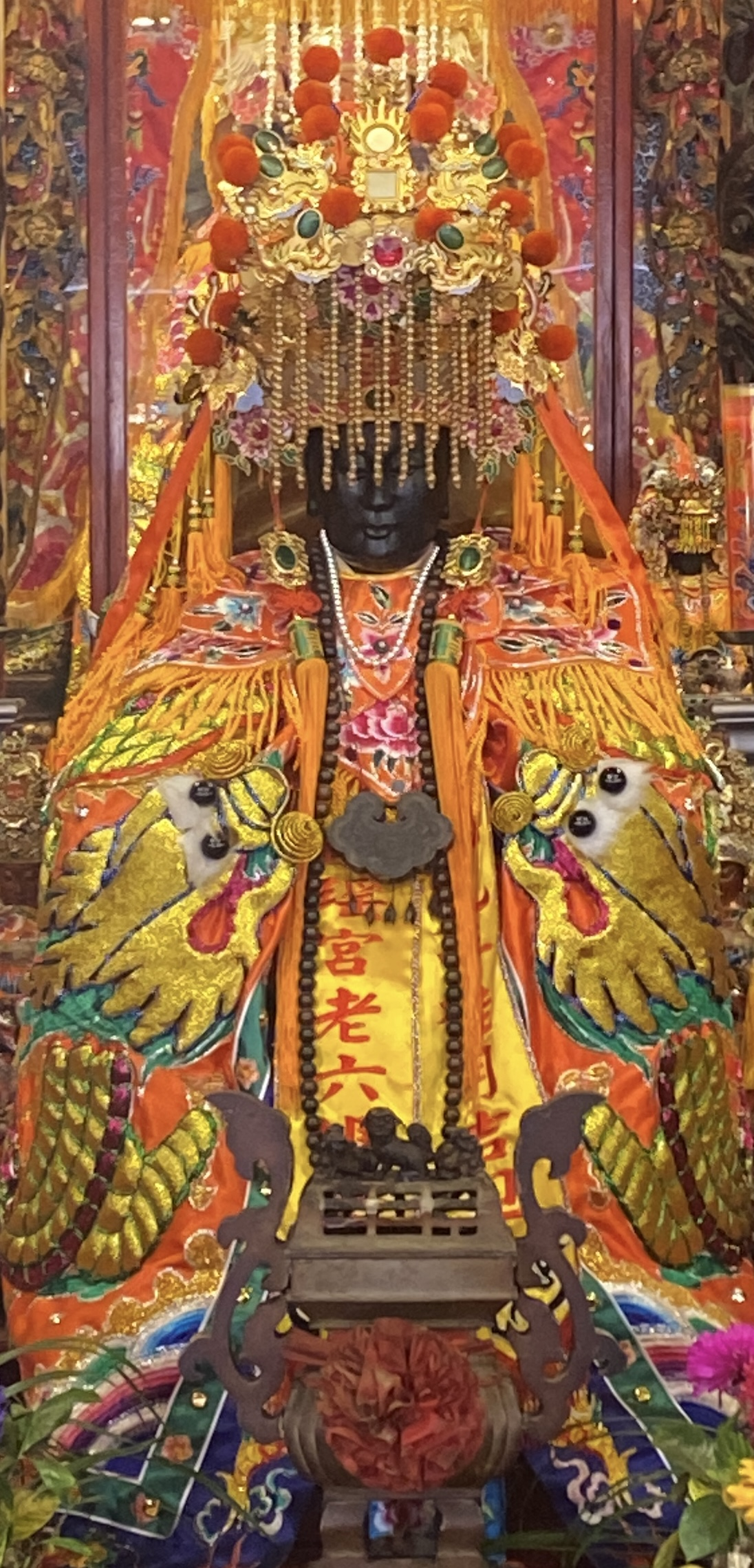
南瑤宮老六媽

### 沿革
南瑤宮老六媽會創建於清光緒二十年，由當時的臺中縣太平鄉林姓望族林垂拱所創立，但早於此時便有史料記載南瑤宮六媽會的活動，其確切創會年代仍有待商確。  

### 分布範圍
南瑤宮老六媽會信仰範圍大致分布於彰化縣彰化市、和美鎮；臺中市東區、西區、南區、北區、太平區、大里區、潭子區、北屯區、烏日區、南屯區、潭子區。

## 作會
每年農曆三月二十三日為南瑤宮主神天上聖母的聖誕日，而南瑤宮十媽會亦會舉行相關祝壽活動，稱為「作會」。由於媽會人數眾多，各個媽祖會作會的日期亦有所不同，依序為農曆三月二十二日新大媽會作會、農曆三月二十四日老大媽會、農曆三月二十五日老二媽會與興二媽會、農曆三月二十六日聖三媽會、農曆三月二十七日新三媽會、農曆三月二十八日老四媽會與聖四媽會、農曆三月二十九日老五媽會、農曆三月三十日老六媽會。作會儀式過程中除了會為該媽祖會的會媽祝壽之外，亦會請出「先輩圖」，先輩圖上會寫有對媽祖會有貢獻的人物姓名，對他們表示敬意與感謝。

## 過爐
南瑤宮各媽祖會會在其作會日當天以擲筊的方式選出新一任爐主，並在農曆四月前後恭請南瑤宮媽祖在輪值的角頭舉行過爐遶境。過爐又有媽祖會的「過大爐」與各個小角的「過私爐」之分，而每個媽祖會的過爐儀式及擲爐主儀式會在細節方面有所差距。所有儀式結束之後，該年度輪值的大角(又稱「著角」)會負責選擇餐館或辦桌舉行平安宴，慰勞相關人員一年以來的辛勞並維繫會員之間的感情，該過程又稱為「吃會」。

### 沿革來源
1. 1 2 3 4 5 6 7 8 9 10 11 12 13  溫宗翰.  (PDF). 彰化縣文化局. 2023. ISBN 978-986-06015-2-7 （中文）.
2. 1 2 3 4 5 6 7 8 9 10 11  謝國賢.  (PDF) (碩士论文). 南華大學. 2016 （中文）.
3. 1 2 3 4 5 6 7 8 9 10  林美容.  (PDF). 吳三連台灣史料基金會 （中文）.

## 外部連結
- 彰化南瑤宮的Facebook專頁
- 彰化南瑤宮老大媽會的Facebook專頁
- 彰化南瑤宮新大媽會的Facebook專頁
- 彰化南瑤宮老二媽會的Facebook專頁
- 彰化南瑤宮興二媽會的Facebook專頁
- 彰化南瑤宮聖三媽會的Facebook專頁
- 彰化南瑤宮新三媽會的Facebook專頁
- 彰化南瑤宮老四媽會的Facebook專頁
- 彰化南瑤宮聖四媽會的Facebook專頁
- 彰化南瑤宮老五媽會的Facebook專頁
- 彰化南瑤宮老六媽會的Facebook專頁